# Église Saint-Grégoire-l'Arménien de Naples
L'église Saint-Grégoire-l'Arménien,, (italien : chiesa di San Gregorio Armeno) est une église et un monastère situé à Naples. Il s'agit de l'un des complexes baroques les plus importants de la ville. L'église est située dans une rue du même nom juste au sud de la Via dei Tribunali et à quelques pâtés de maisons au sud de l'église de San Paolo Maggiore.

## Histoire
Au VIIIe siècle, les décrets iconoclastes en Grèce poussent certains  ordres religieux à fuir l'empire byzantin. Saint-Grégoire-l'Arménien à Naples est construit au Xe siècle sur les vestiges d'un temple romain dédié à Cérès, par un groupe de religieuses fuyant l'Empire byzantin avec les reliques de saint Grégoire, évêque d'Arménie. Pendant la domination normande, le monastère est réuni à celui du Salvatore et de San Pantaleone, sous la direction bénédictine .
La construction de l'église commence en 1574, d'après des dessins de Giovan Battista Cavagna. Elle est consacrée cinq ans plus tard. Une consécration plus tardive date de 1674 et une rénovation a lieu en 1762.

## Description
La façade a trois arcades est surmontée de quatre rangées de pilastres  d'ordre toscan. L'intérieur est a une seule nef avec cinq arcades latérales.  La décoration, à l'exception des cinq chapelles, est achevée  en 1679 par Luca Giordano. Bernardino Lama, probablement le fils de Giovanni Bernardo Lama, est l'auteur du retable. L'intérieur abrite également l'escalier sacré, utilisé par les religieuses pendant leurs pénitences.
La coupole est peinte avec une Gloire de saint Grégoire de Luca Giordano. Les cassettoni au plafond  représentent la Vie de saint Grégoire l'Arménien, commandés par l'abbesse Beatrice Carafa au peintre flamand Teodoro d'Errico. 
Sur la droite, les retables comprennent une Annonciation de Pacecco de Rosa, une Vierge du rosaire de Nicola Malinconico et des fresques de Francesco di Maria . 
Sur la gauche se trouve un retable de Saint Benoît de Spagnoletto. L'autel principal  conçu par Dionisio Lazzari  possède un retable représentant la Résurrection de Giovanni Bernardo Lama .
La chapelle d'Idria comporte dix-huit tableaux de Paolo de Matteis, représentant la Vie de Marie. Au-dessus du maître-autel de la chapelle se trouve une icône médiévale, de style byzantin, de la Madonna dell'Idria .
Le cloître  date de 1580, à son centre se trouve une fontaine en marbre, décorée de dauphins et autres créatures marines, avec les statues du Christ et la Samaritaine de Matteo Bottiglieri.

## Galerie

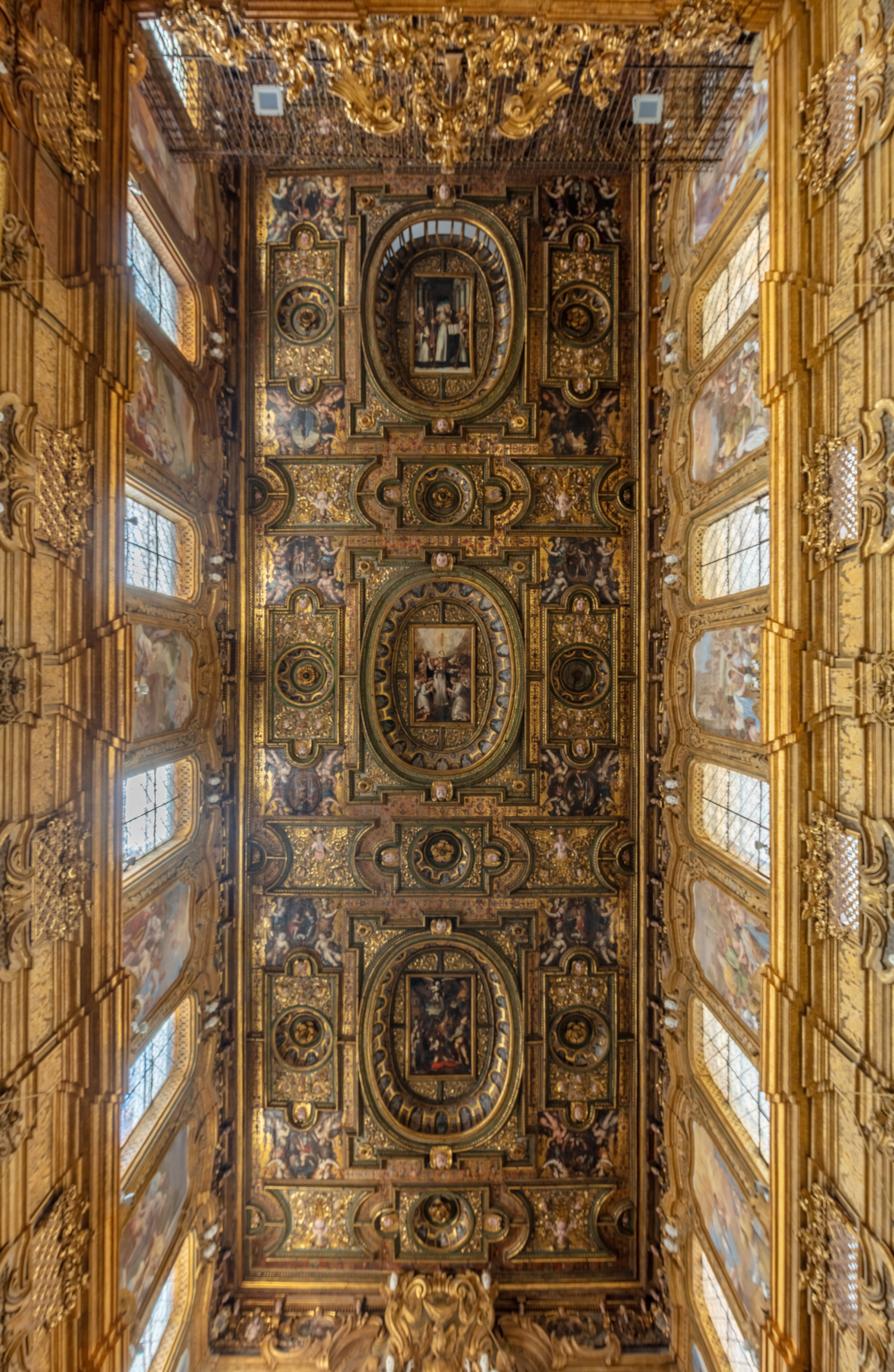
Plafond à caissons (cassettone).
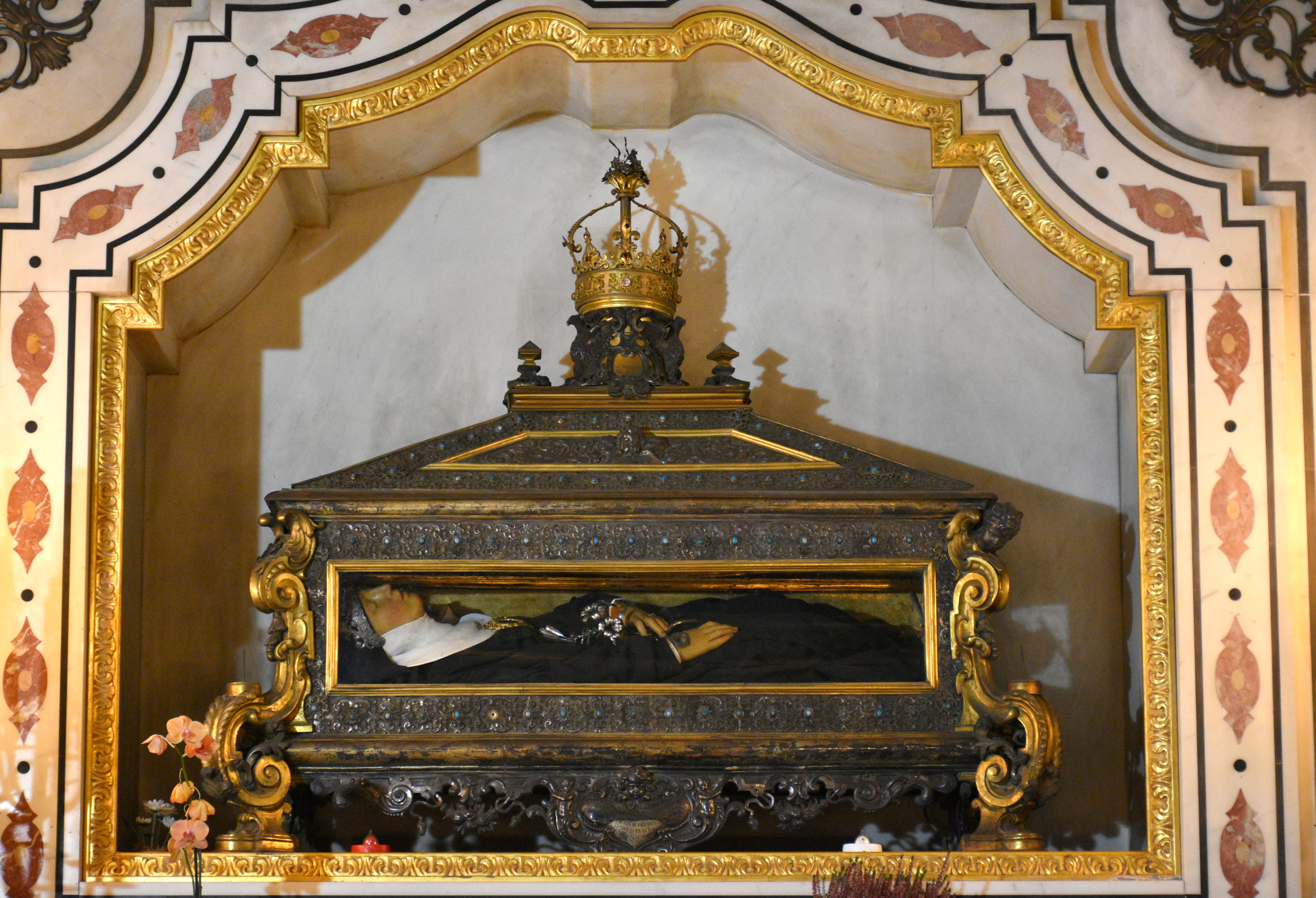
Le reliquaire de sainte Patricia de Constantinople.
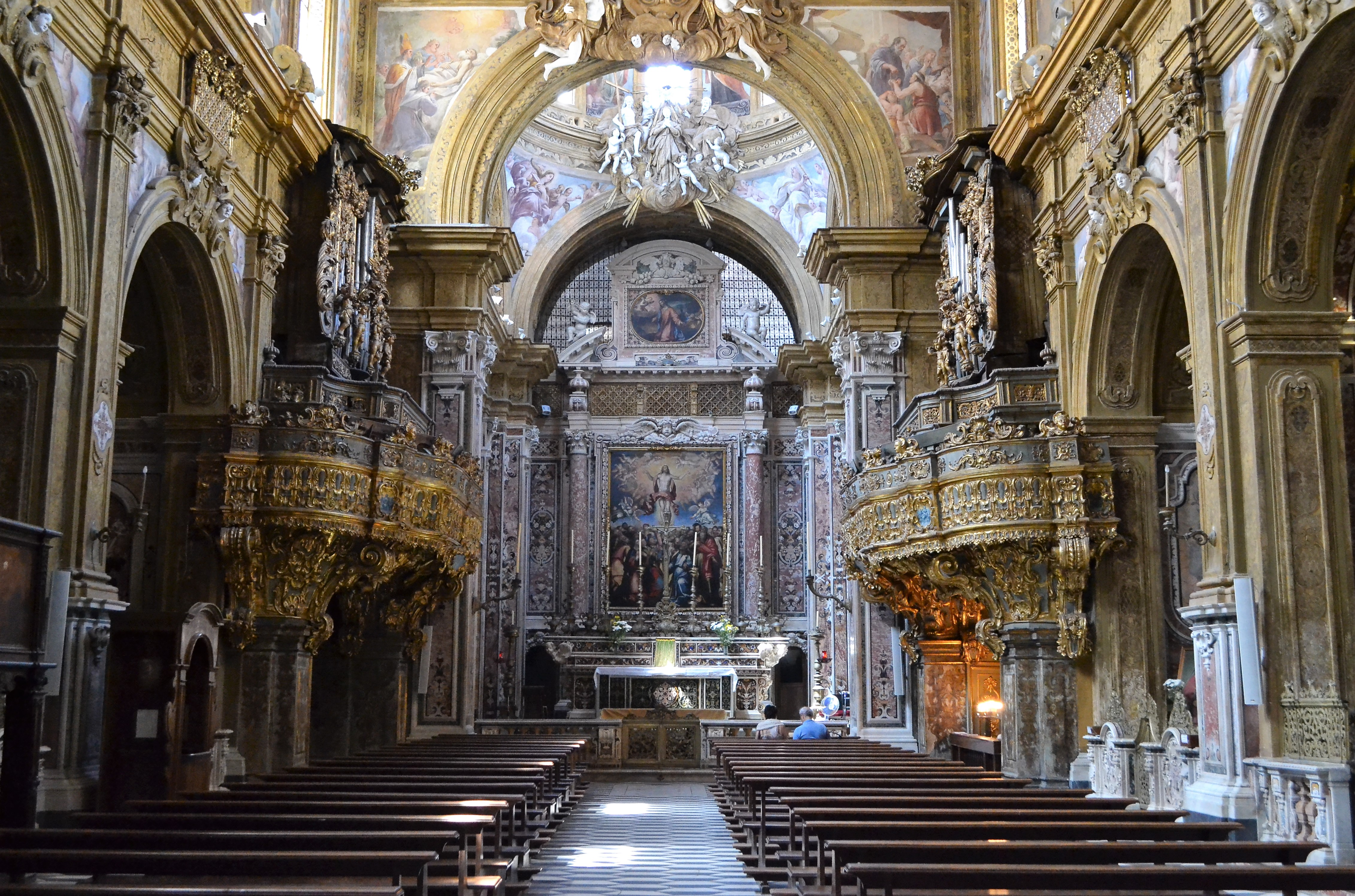
La nef et l'autel.
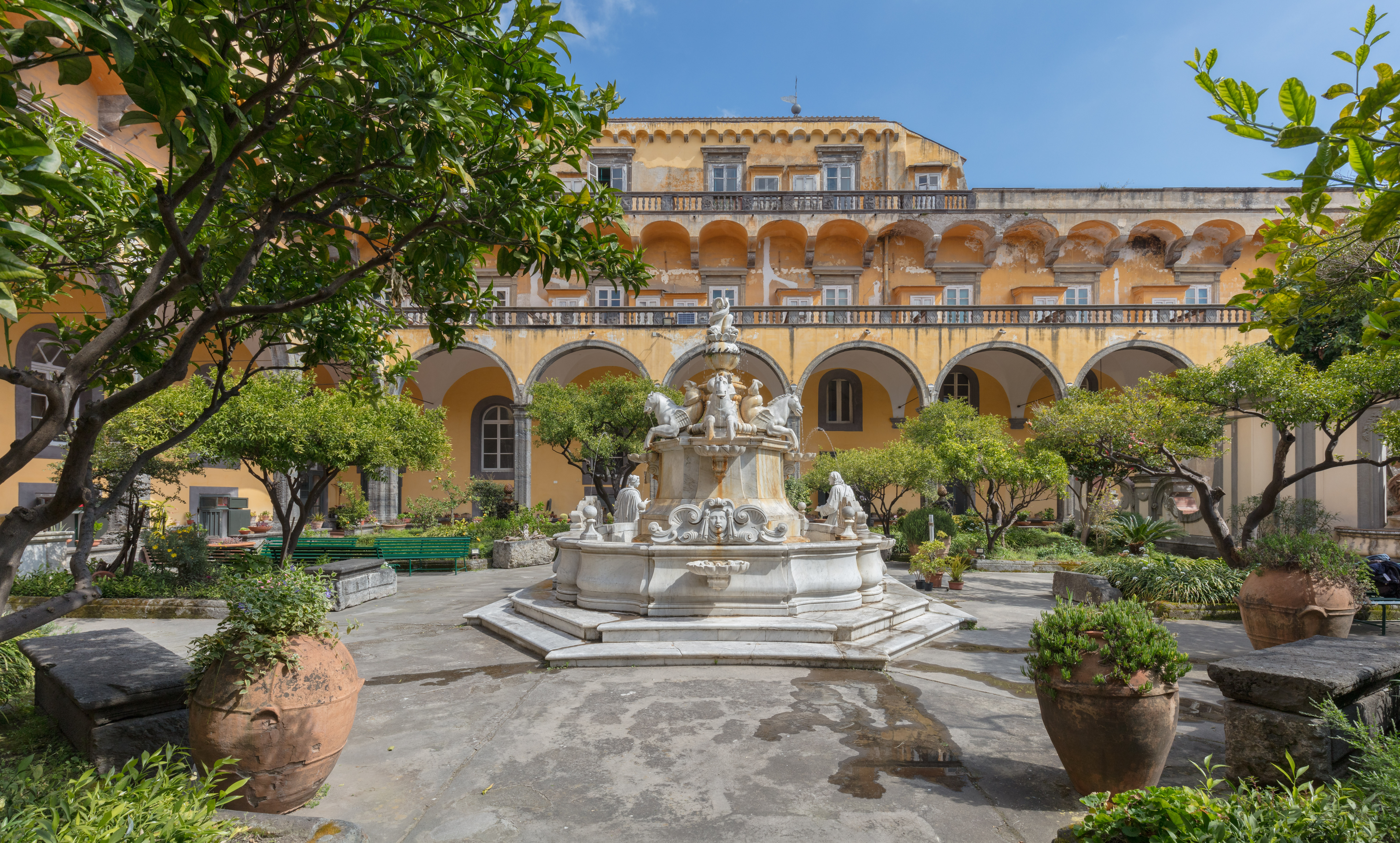
Le cloître du monastère.